# کالیجان (ورزقان)
کالیجان یکی از روستاهای استان آذربایجان شرقی است که در دهستان سینا بخش مرکزی شهرستان ورزقان واقع شده‌است.
روستاى کالیجان در شمال استان آذربایجان شرقی قرار گرفته است و یکی از روستاهای استان آذربایجان شرقی، شهرستان ورزقان بخش خاروانا می باشد. این روستا در فاصله صدوپنج کیلومتری تبریز و ۳۲ کیلومتری ورزقان قرار گرفته است. روستاى كالیجان در یک منطقه کوهستانی و زيبا قرار گرفته است كه همه ساله  پذيراى ميهمانانى از شهر و روستاهاى اطراف است . اين روستا از طرف شمال غربي با روستای علیار و از طرف جنوب شرقى با روستاهاى هيزه_جان و شرف_آباد و از طرف شمال شرقى با روستاى خاكوانق و از طرف شمال با منطقه زيبا و بكر چيچك_لى همسایگى دارد.
معنای نام روستای کالجان یا کَلجان که واژه‌ای ترکی و آذربایجانی است از التقاط و ترکیب دو کلمه "کال" و "جان" ساخته شده است , کال یا کَل در زبان ترکی به معنای بَرک (سخت و محکم) یا گوجلو (نیرومند و قدرتمند) است که در ترکیب با کلمه "جان" معنای گوجلو جان (جان نیرومند و قدرتمند) را باخود همراه می‌سازد , نام روستای کالجان باتوجه به ریشه‌ی‌ ترکی که دارد همسو با هویت و فرهنگ آذربایجانی این روستا است ,به جرأت می‌توان گفت نام این روستا که در منطقه‌ای کوهستانی و صعب‌العبور قرار دارد کاملا منطبق با شرایط جغرافیایی این منطقه است.

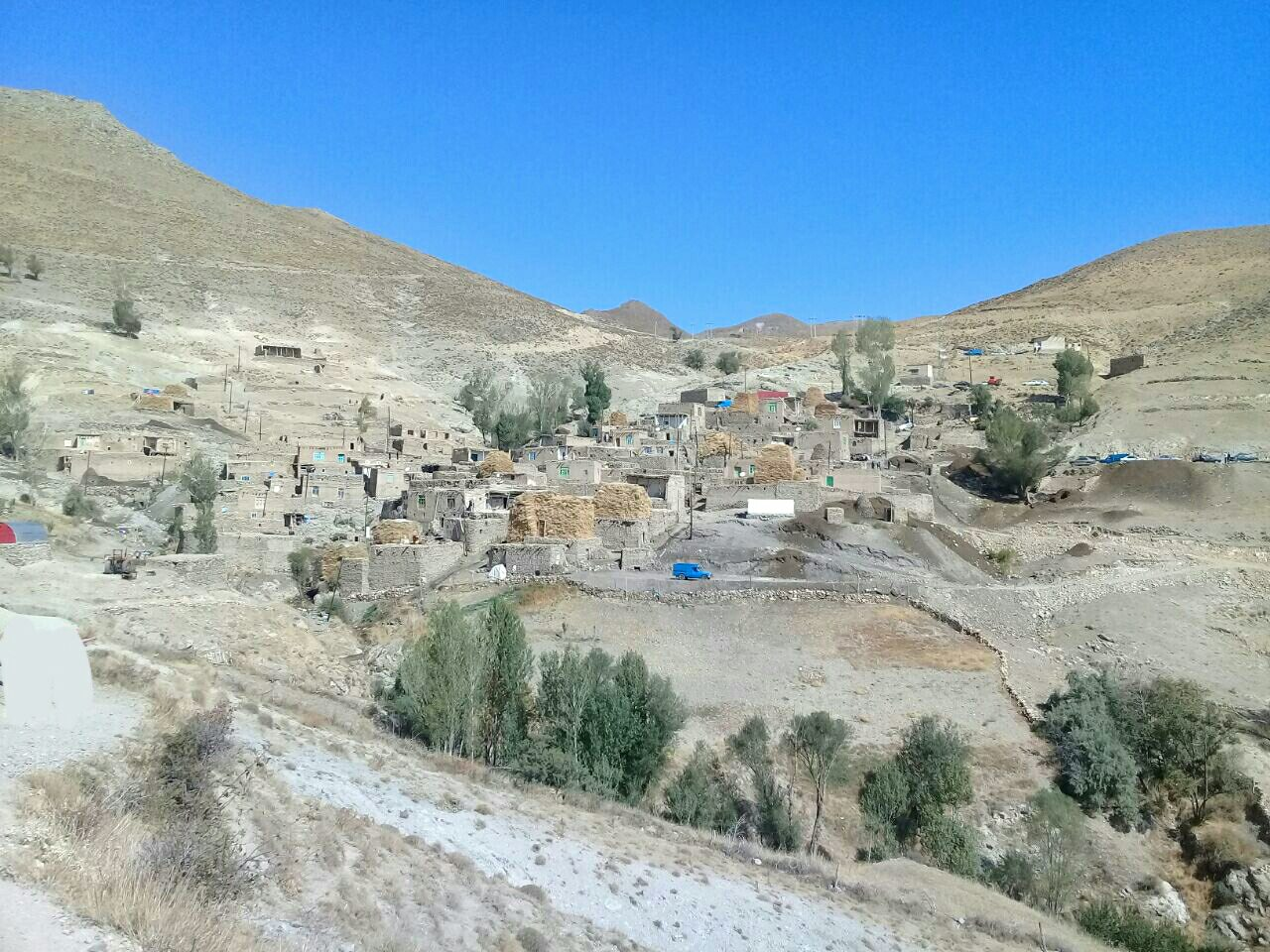
Kalijan2

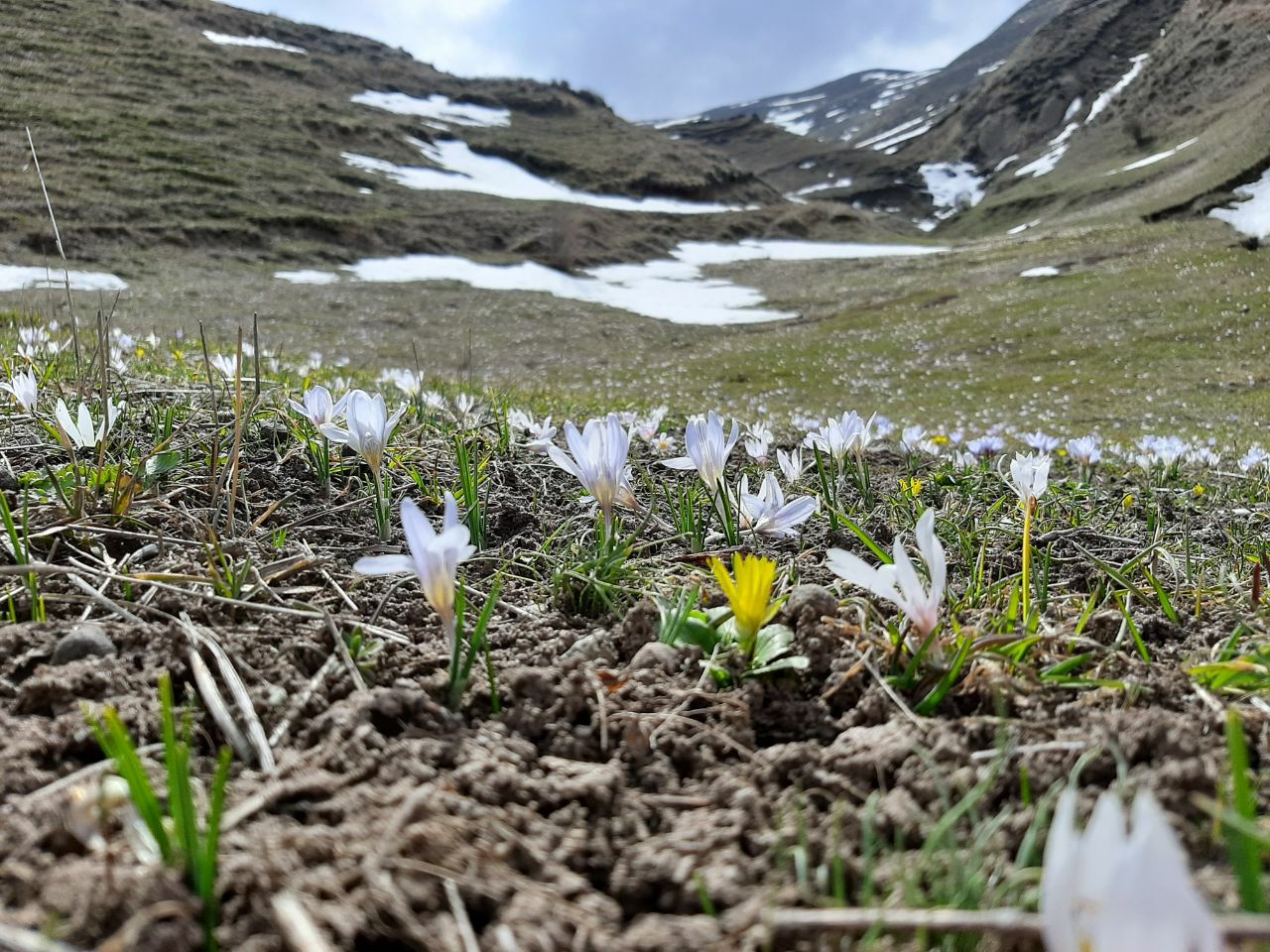

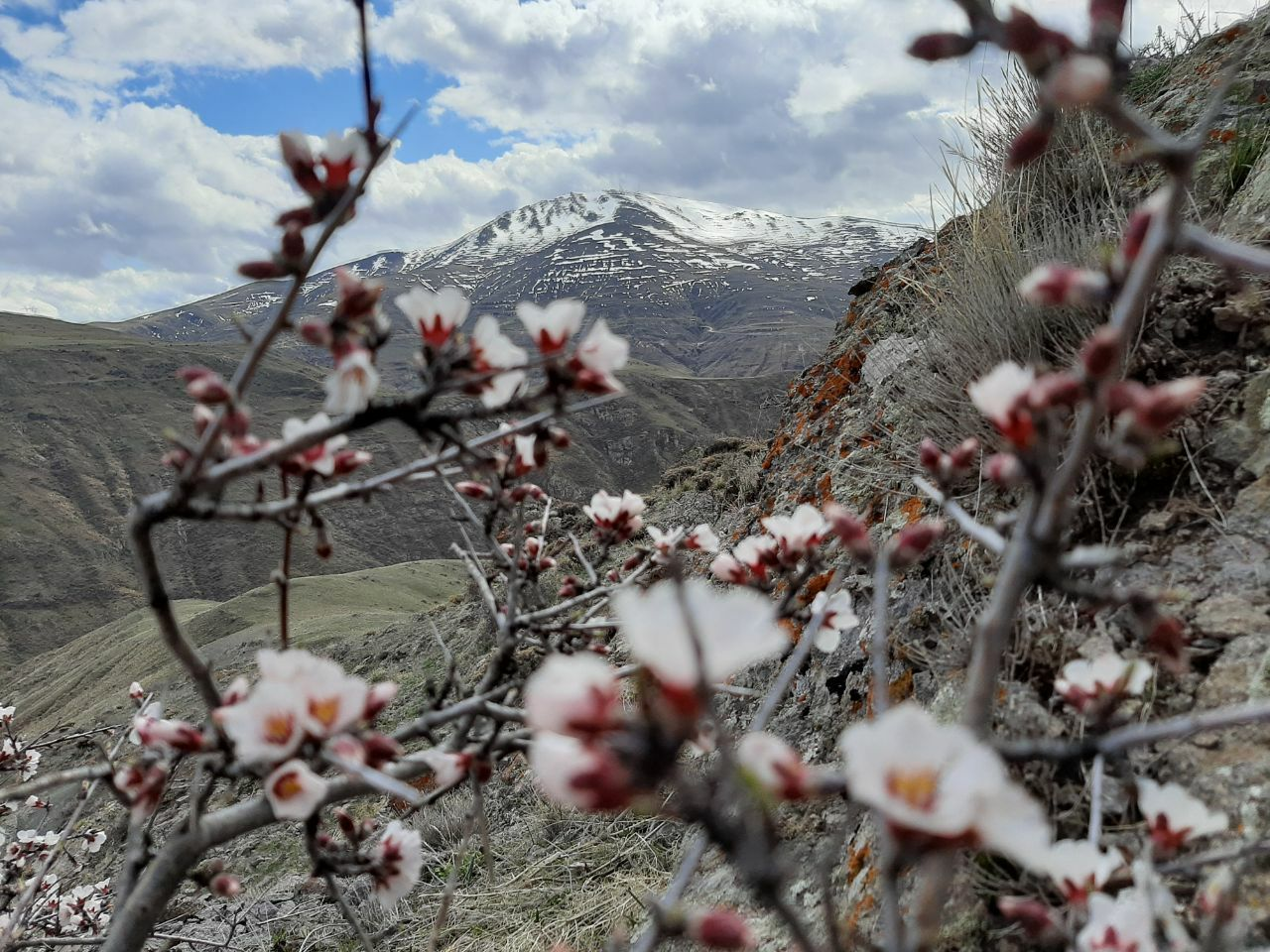